# Lică Sainciuc
Lică (Alexei) Sainciuc (n. 29 iunie 1947, Chișinău, URSS) este un artist plastic din Republica Moldova, în domeniul graficii de carte pentru copii. Este cunoscut pentru desenele sale din abecedarul „Albinuța” de Grigore Vieru.

## Copilărie și studii
Lică Sainciuc a-a născut în familia pictorilor Valentina Rusu-Ciobanu și Glebus Sainciuc, fiind unicul lor copil. S-a format ca artist în mediul de acasă, unde lucrau părinții. În acea perioadă imediat postbelică, în casa familiei Sainciuc se adunau oameni de cultură din diferite ramuri, precum Mihail Grecu, Igor Vieru, Vasile Zagorschi, Petru Cărare, Emil Loteanu, Dumitru Fusu, actori ai teatrului Luceafărul etc.
A studiat între 1965-1971 la Facultatea de Arhitectură, Politehnica, Chișinău.

## Pictură

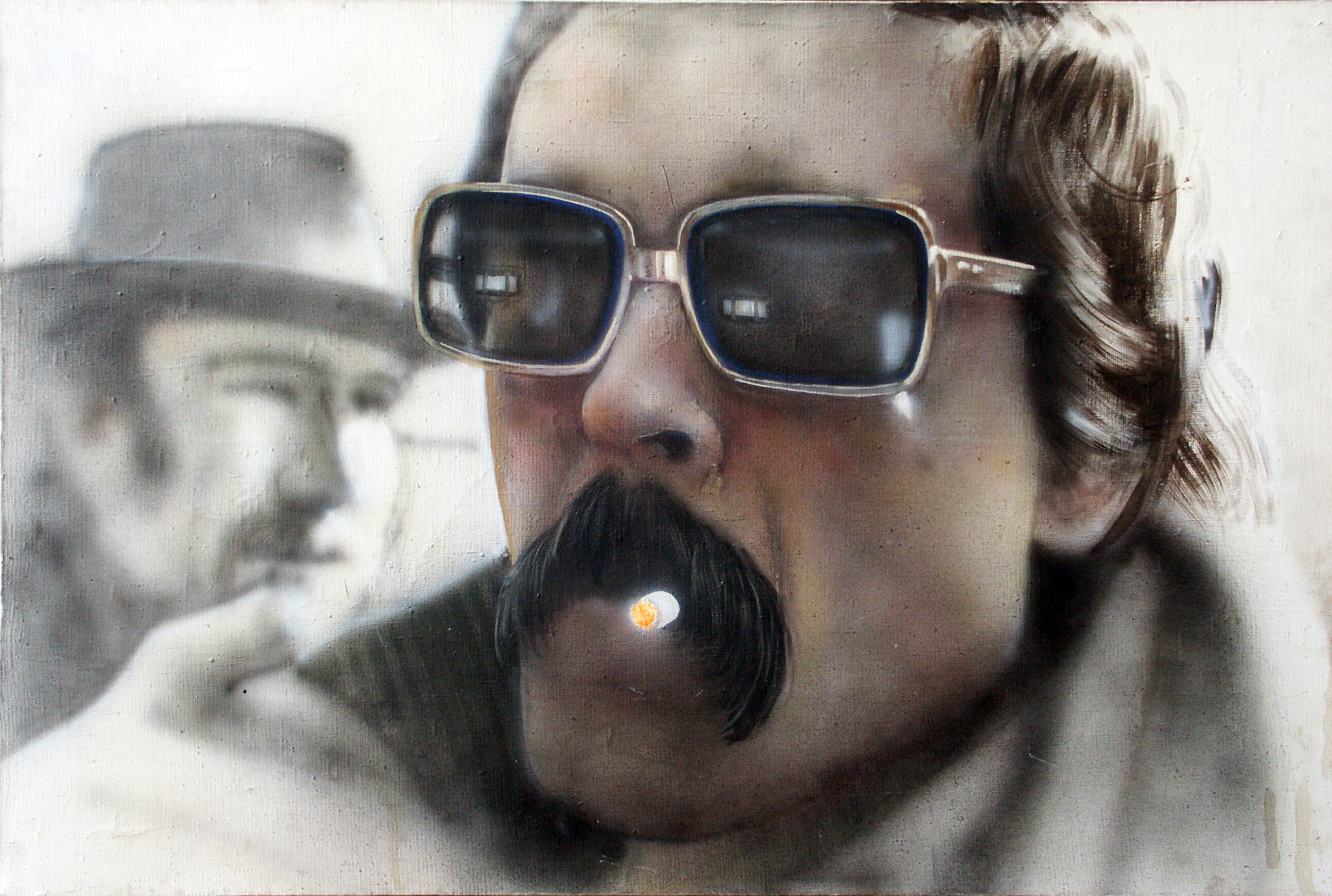
„Țigara eternă” (1972)

Începând cu anii 1970, Lică Sainciuc s-a consacrat picturii. În 1974 i s-a acordat Premiul Concursului Republican al Portretului pentru lucrarea În bibliotecă. În 1975 a devenit membru al Uniunii Artiștilor Plastici din Moldova cu o serie de tablouri. Practică diverse genuri de artă plastică. 

## Teatru și cinema
O perioadă de timp Lică Sainciuc a făcut scenografie de teatru și cinema la Chișinău și Bălți. A contribuit la piese precum:
- Această copilărie îndepărtată, Luceafărul, 1975
- Ivan Turbincă. Licurici, 1972
- Iorgu de la Sadagura, Teatrul „Vasile Alecsandri” din Bălți, 1978

De asemenea, a contribuit la filmul Iona, Moldova-Film, 1986. A primit Premiul Special al Asociației Teatrale din Moldova „pentru cea mai reușită lucrare de scenografie a stagiunii 1976”.
În școală, împreună cu viitorii regizori și actori Mircea Chistruga, Roland Vieru, Igor Taran ș.a. a lucrat la câteva pelicule de amator. Pasiunea din copilărie a lui Lică Sainciuc pentru teatrul de păpuși l-a inspirat pe tatăl său să confecționeze măști.

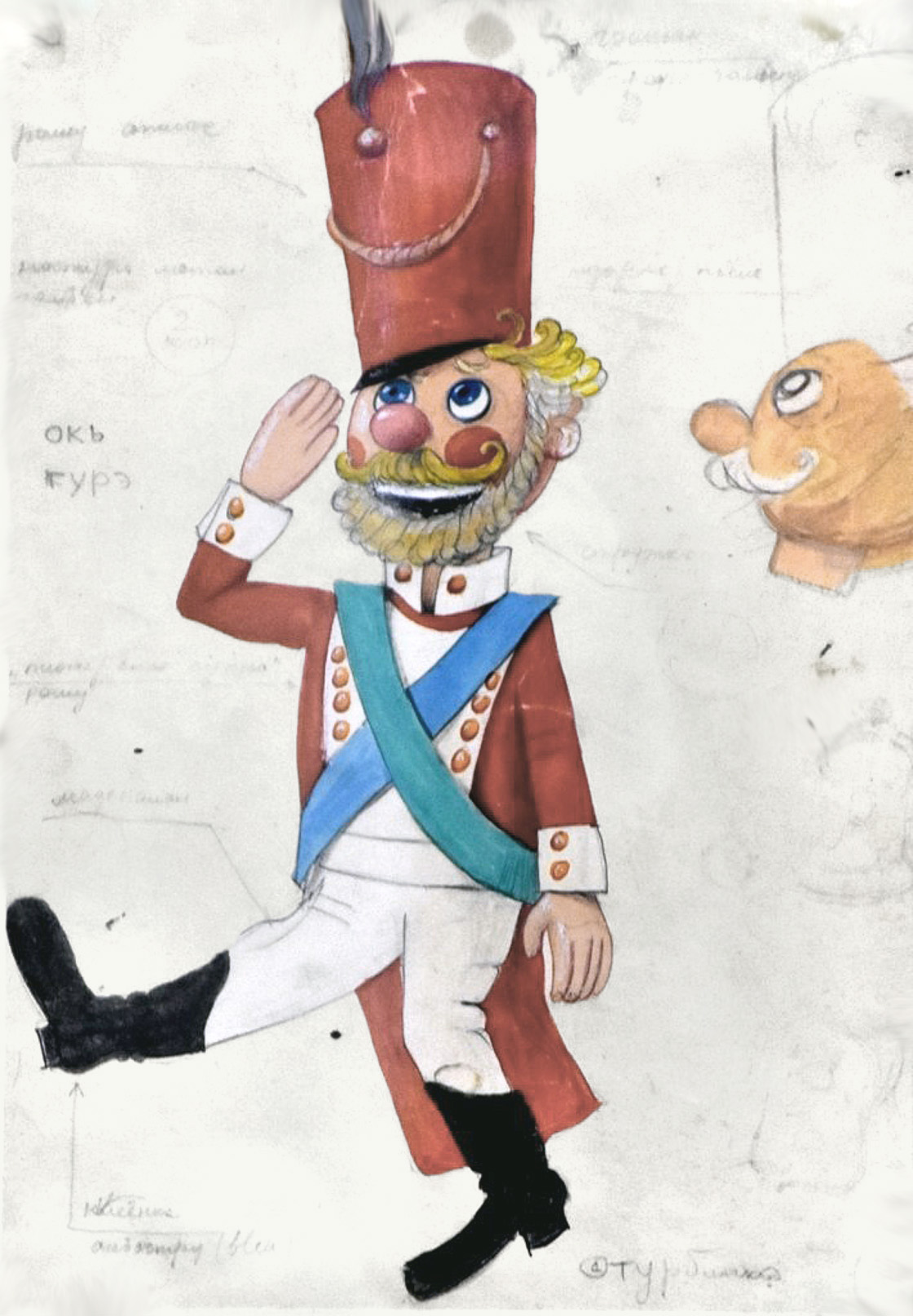
Păpușa de teatru pentru spectacolul Ivan Turbincă
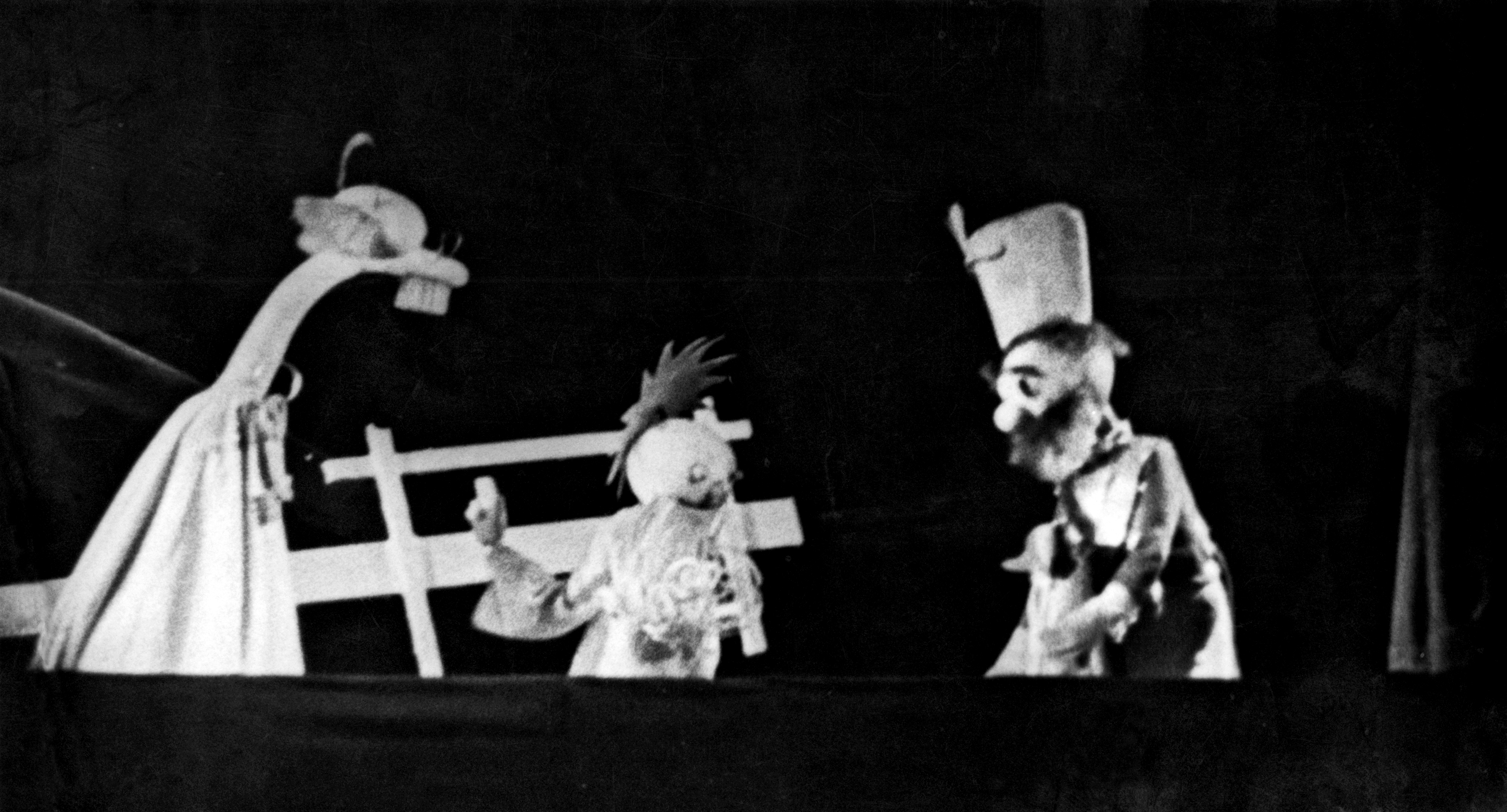
Scenă din spectacolul Ivan Turbincă, la teatrul Licurici
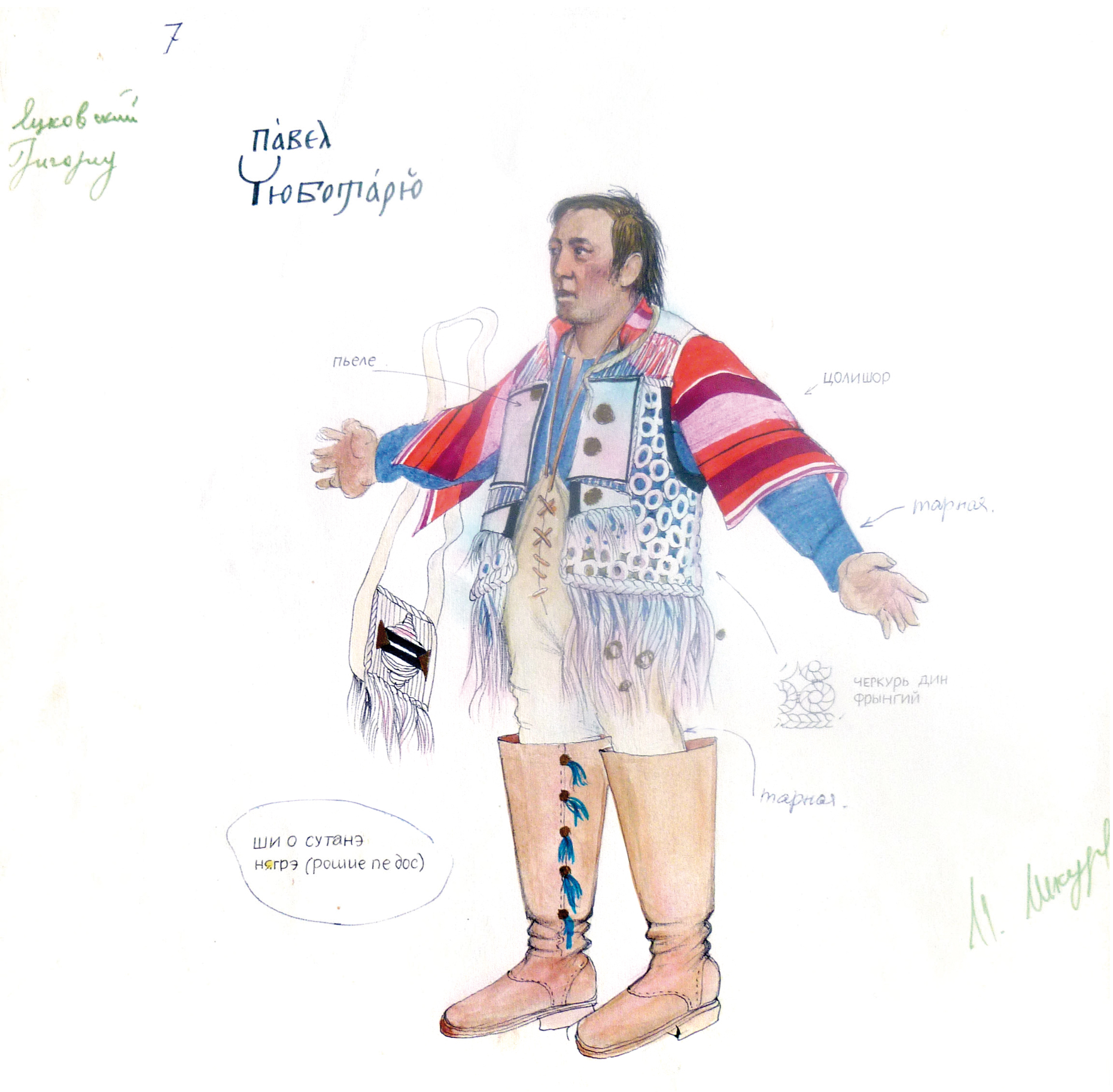
Schiță de costum pentru piesa Această Copilărie Îndepărtată, teatrul Luceafărul

## Grafică
| Imagine indisponibilă                                                           |  | Imagine indisponibilă                                 |
| Fachirul: V-am rugat șașlîcuri fără carne! Revista „Chipăruș”, nr. 2, anul 1962 |  | Cameleonul. Coperta revistei „Chipăruș”, aprilie 1988 |

Din 1962 a fost prezent în presa periodică cu desene umoristice, satirice și pentru copii, în reviste precum Chipăruș, Scânteia leninistă, Steluță, Literatura și Arta, Alunelul etc.
Prima carte tipărită a sa, Cele mai frumoase flori, publicată în 1964, însuma o serie de linogravuri. Tirajul a fost oprit de așa-numita „luptă cu formalismul”, parte a cenzurii sovietice, inițiată pe timpul lui Nikita Sergheevici Hrușciov. A urmat o perioadă lungă în care Sainciuc nu a avut acces la edituri; abia în 1977 i s-a permis să facă desene la niște cărți pentru copii.
Este susținut de autorii de texte cărora le impune corelarea conținutului literar cu desenele din carte. În 1978 a obținut Diploma de gradul II la Concursul Republican de Desen pentru cartea Umbrela și în 1979 Diploma de gradul III pentru Albinuța. Artistul a experimentat cu tehnici noi: ecolină, aerograf, pix, rapidograf și calculator. În 1999 a apărut prima carte din Republica Moldova executată în tehnica de grafică vectorială: Calendar UNICEF 2000.

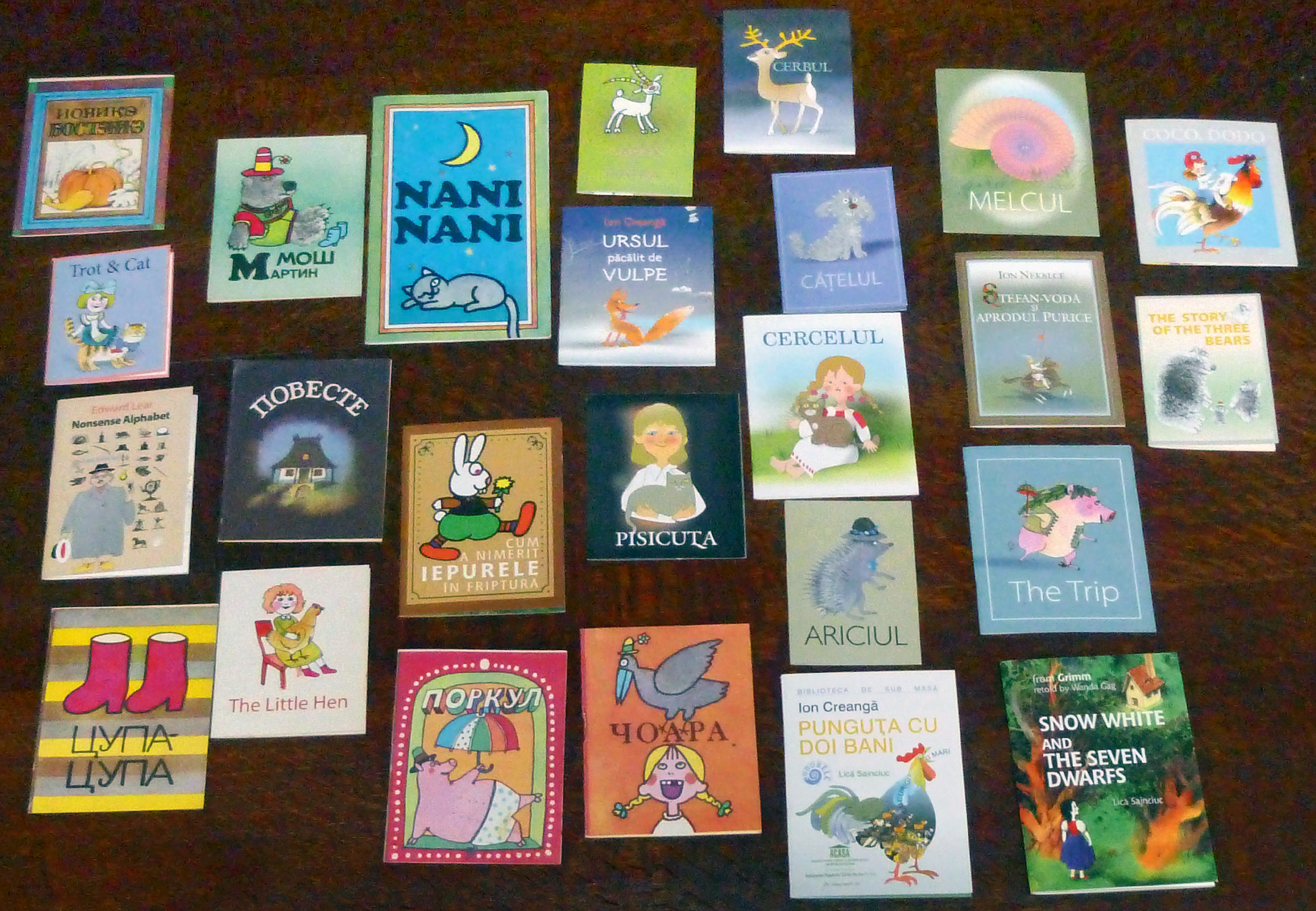
Colecția de cărțulii pentri copii mici Codobelc

De la sfârșitul anilor 1980, Lică Sainciuc a produs cărți de autor, realizând atât componenta grafică cât și cea textuală. În 1988 a apărut cartea Una, două, hai că plouă, redenumită apoi în Enciclopedia P. Guitz / P. Oinque Encyclopædia. Și în cartea Alfabetul cu povești (2015) desenele și alcătuirea textuală aparțin lui Sainciuc.
În 1989 a inițiat seria de cărți miniaturale Codobelc, o selecție din creația folclorică a copiilor, în cadrul căreia au apărut circa 25 de titluri în tiraj de peste un milion de exemplare. Lui Sainciuc i s-a permis, în premieră să publice în grafie latină, dar întrucât responsabilii de la tipografie nu aveau seturile necesare de litere, artistul a scris Nani nani de mână.
Sainciuc a ilustrat manualul Albinuța și alte câteva enciclopedii pentru copii. La 31 august 1989, în RSSM alfabetul latin a fost acceptat oficial. În acest context a fost nevoie de elaborat un abecedar în grafie latină. Lică Sainciuc a colaborat cu Spiridon Vangheli și Grigore Vieru ca să alcătuiască fascicule, care erau imediat reproduse săptămânal în ziarele republicane, iar învățătorii și părinții le decupau.
„…Se știe că „Albinuța”, în care a investit fantezie, ingeniozitate, înțelegere și o subtilă cultură, în ultimul pătrar de secol, s-a impus prin ținuta grafică drept un instrument indispensabil alfabetizării copiilor… Aportul personal al dumnealui la capitolul ilustrația de carte pentru copii este atât de semnificativ că face ineluctabilă distingerea a două perioade în istoria graficii de carte din Republica Moldova: până la – și după Lică Sainciuc.”—Tudor Braga, critic de artă, 7 noiembrie 2020

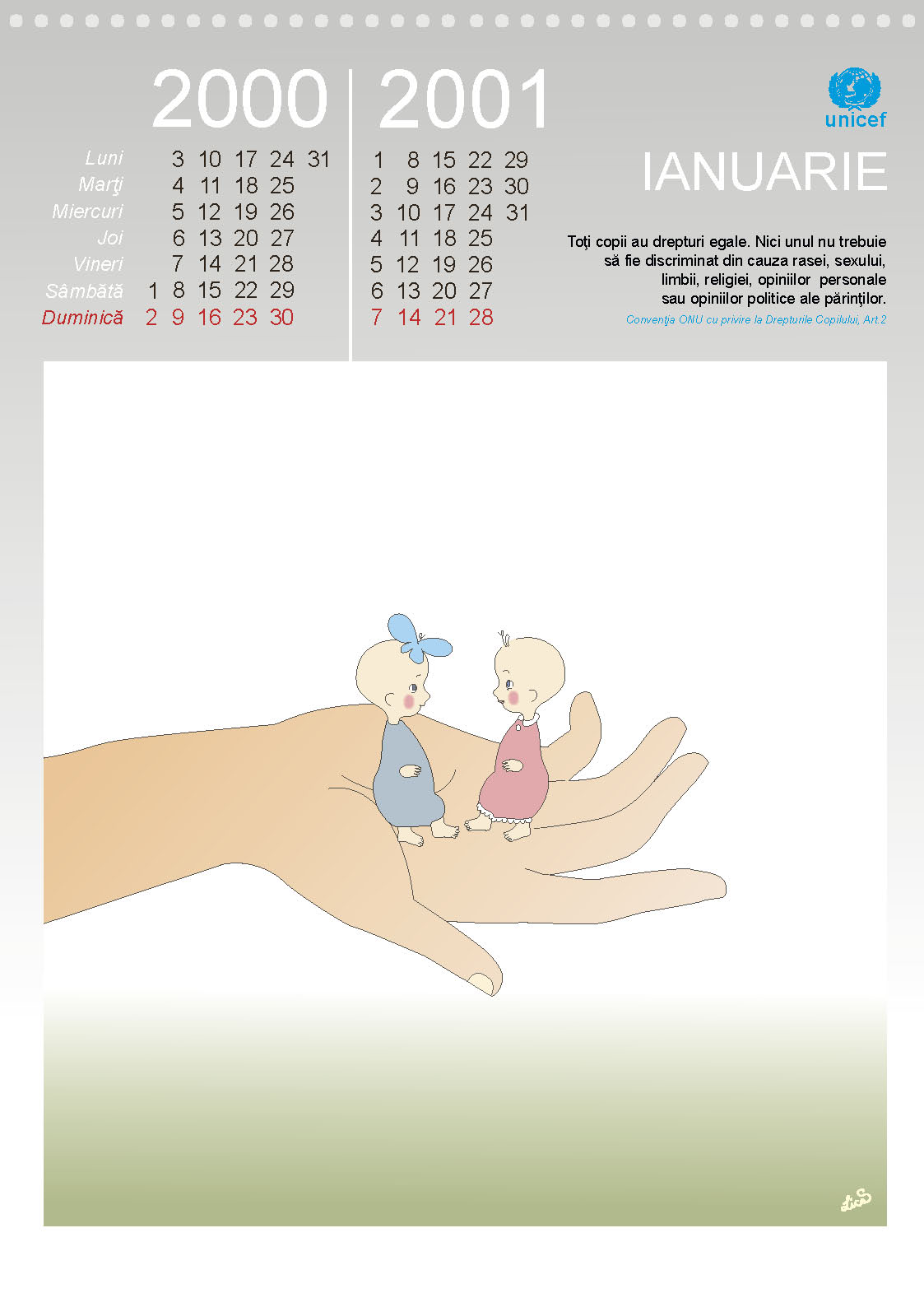
Calendarul UNICEF, 2000
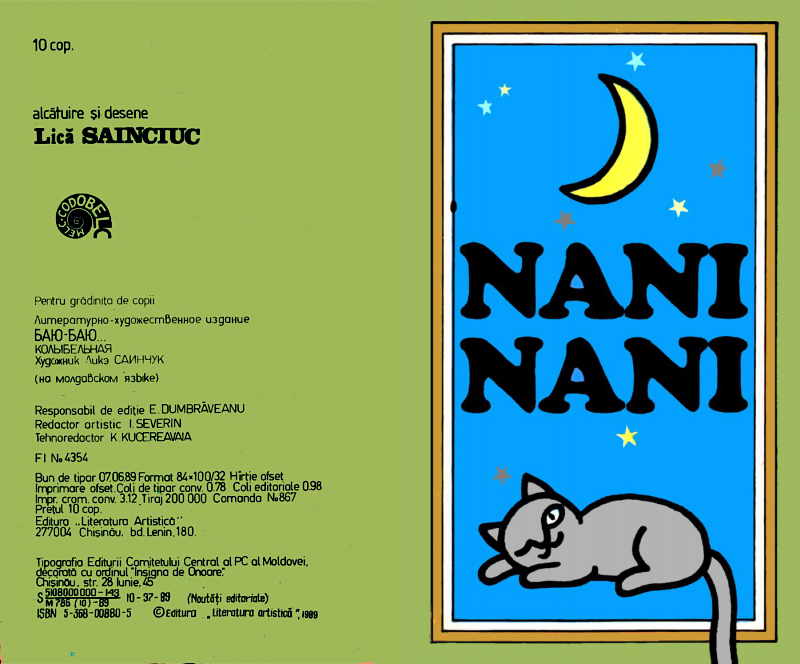
Nani nani – prima carte pentru copii apărută cu litere latine, 1989
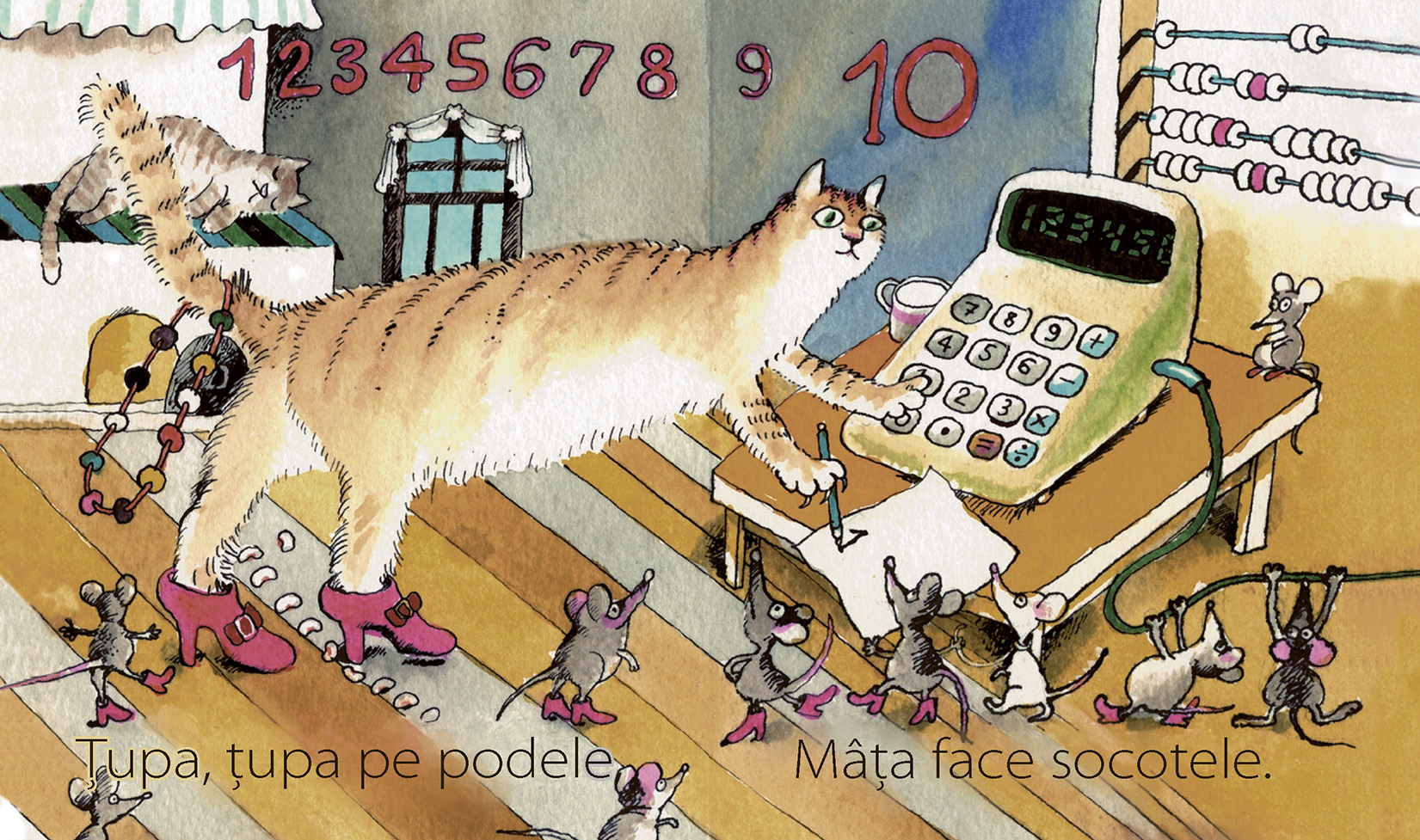
Poezia Țupa-țupa din colecția Codobelc, 1988
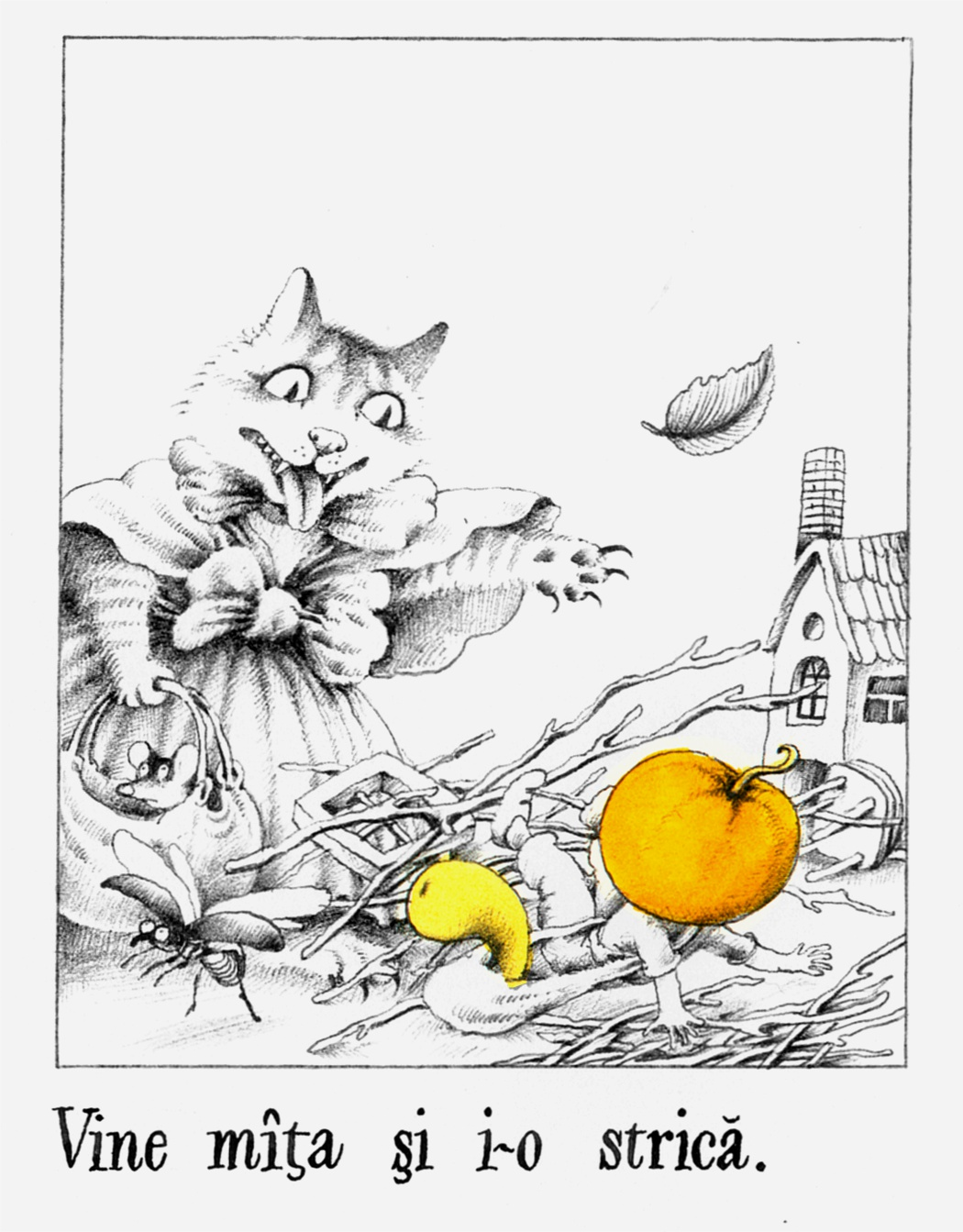
Poezia Ionică-Bostănică din seria Codobelc
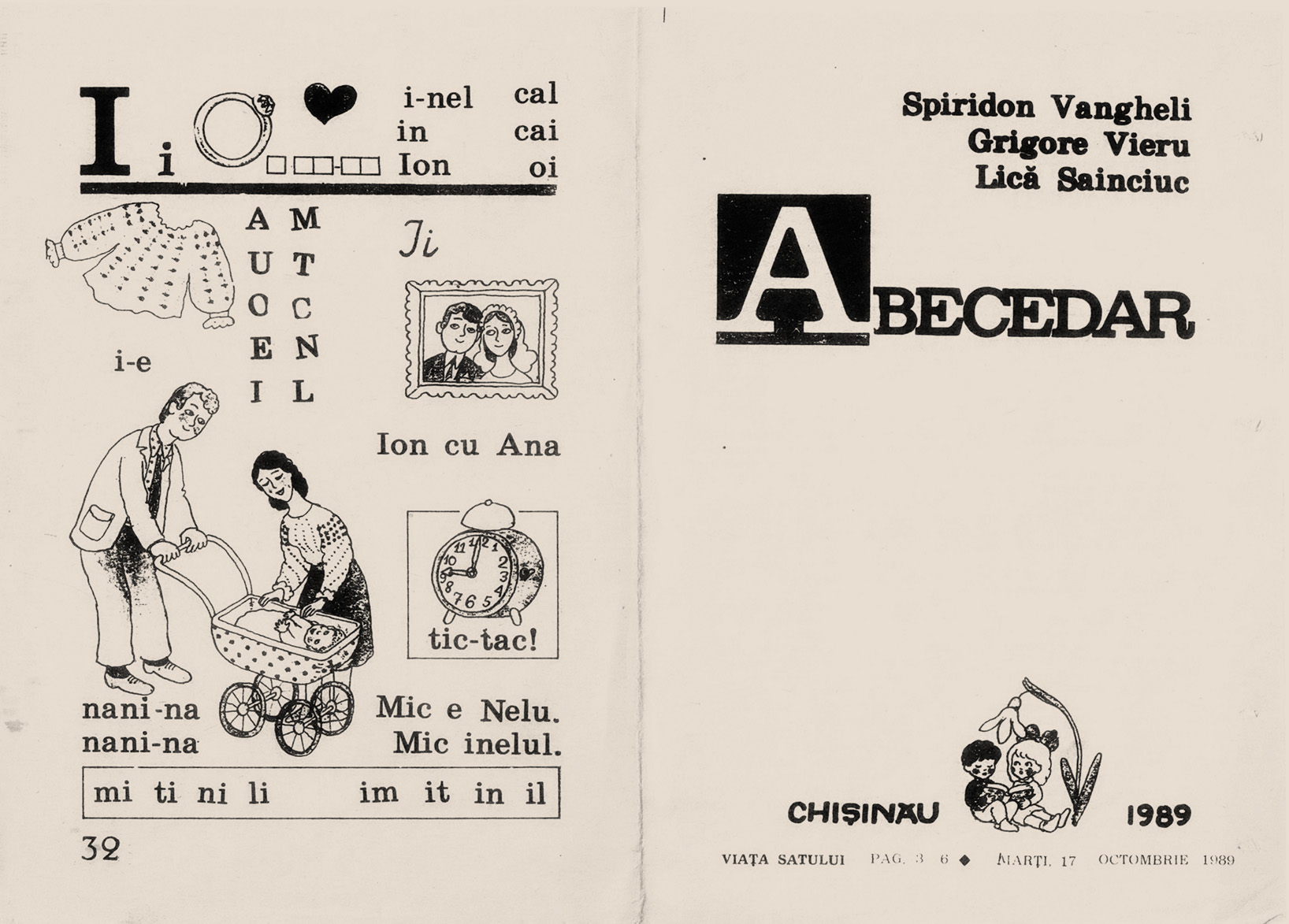
Primul abecedar în grafie latină după dezghețul politic, 1989
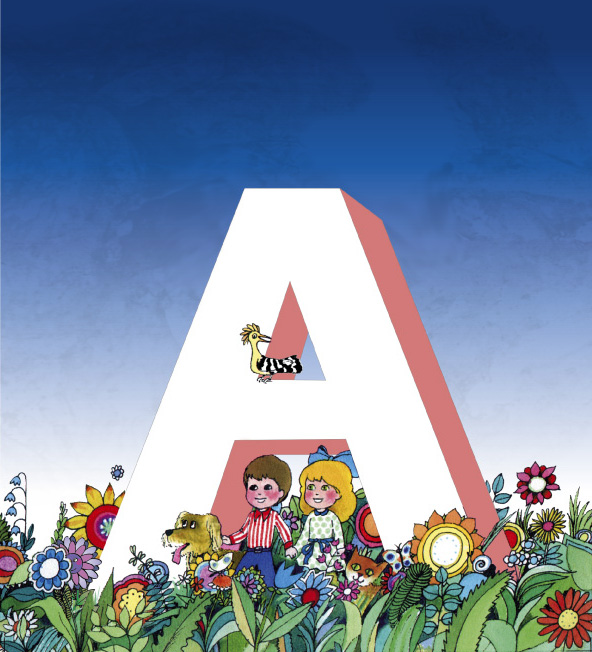
Coperta cărții Albinuța pentru preșcolari, 1978
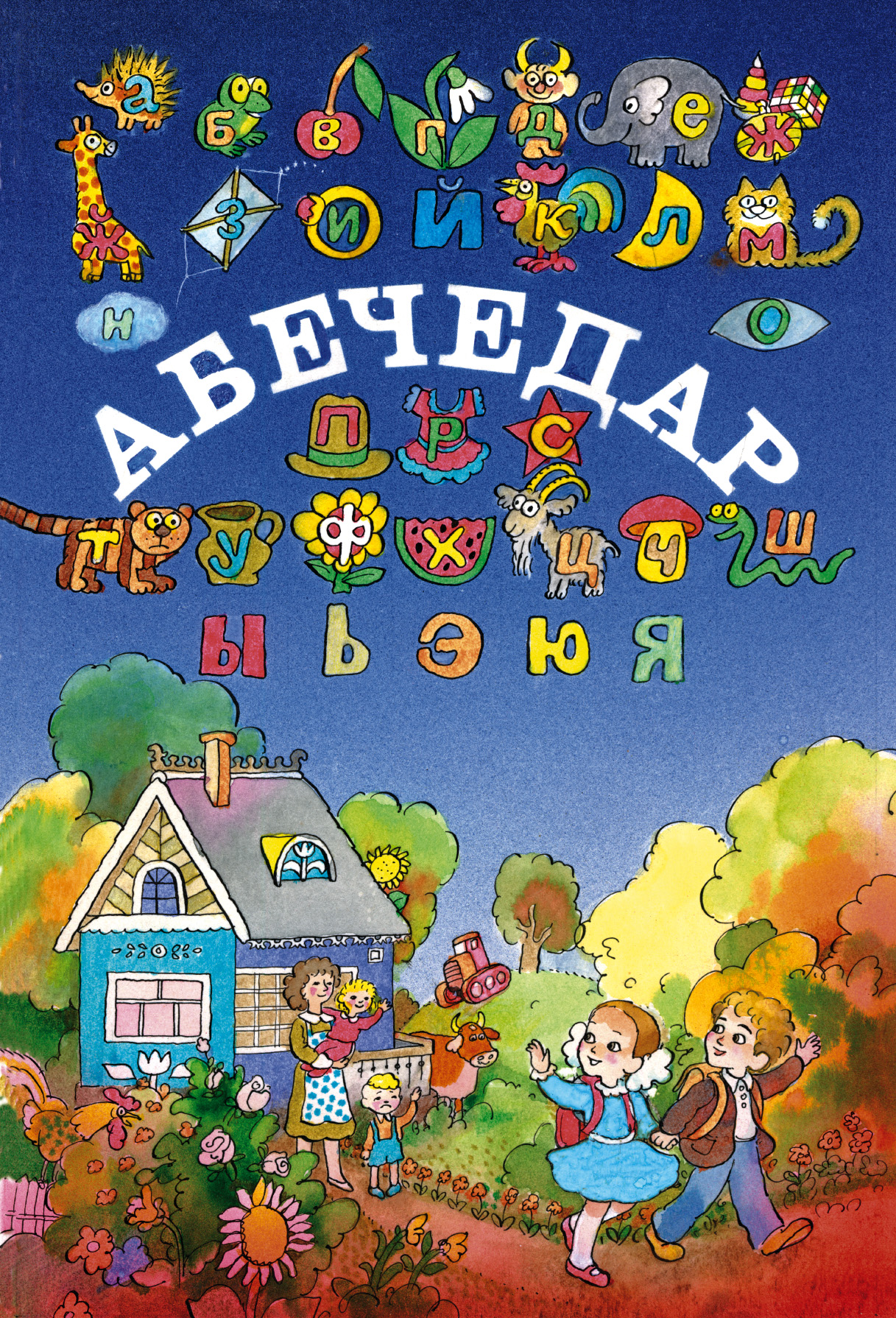
Coperta Abecedarului din 1985

## Cercetare istorică
Începând cu anii 1980, a publicat mai multe articole și cărți cu referire la patrimoniul istoric al Chișinăului:
- Colina antenelor de bruiaj
- 333 de intersecții de Lică Sainciuc
- Chișinăul Ascuns
- Mica istorie din albumul de familie

De asemenea, a lucrat la filmul documentar „333 de intersecții”
„...pictorul și arhitectul Lică Sainciuc, un mare patriot al vechiului oraș, face un lucru enorm, reconstituind casă după casă, stradă după stradă, lăcaș după lăcaș, val după val istoria orașului în care trăim, muncim, murim și ne naștem, și pe care îl cunoaștem atât de puțin…mai suntem în căutarea identității noastre…dacă până și șiragul denumirilor arterei principale a capitalei, le aflăm abia acum de la harnicul, neobositul Lică Sainciuc...”—Ion Druță, 16 octombrie 2007

## Publicații
- Навстречу всесоюзной неделе творческой молодежи. Молодежь Молдавии, nr. 126, 22.10.1983
- Curcubeu din șipotul copilăriei. Moldova, 6.1987 pag. 34-35; ISSN 0132-6635
- Limpeziciuni. Klima Gescu. Chișinău, 1990
- «... Cu penelul prin copilărie și prin lumea cea mare». Revista Basarabia 11.1992 pag. 183-188; ISSN 0868-8028
- "Lică Sainciuc Within A Snug Beehive". Literatura și Arta, nr 41, 07.10.1993
- Dialoguri. Lică SAINCIUC: «Oare nu mai avem nimic de învățat de la prunculețul Peter Pan care zboară și înțelege limba păsărilor?» Lanterna Magică Ab Ovo, 04.1993 pag. 4-8, ISSN 08686858
- O zi din viață înseamnă cu una mai puțin în șirul vieții. FLUX Magazin Săptămânal, 27.06.1997, pag 7
- Lică Sainciuc: „Linia mea este continuitatea Chișinăului” Capitala, Paști–1999(?)
- Блимберология, или Портрет на фоне города. Труд Moldova 12.10.2000 pag. 9

## Premii și recunoaștere
În 2010, a fost decorat de Președintele Mihai Ghimpu cu Ordinul de Onoare. În 2019, prin Hotărâre de Guvern, Sainciuc a primit Premiul Național.